# 三条大橋 (三条市)
三条大橋（さんじょうおおはし）は、新潟県三条市内の信濃川に架かる国道8号（重用 : 国道17号・国道403号）三条バイパスの橋長463 m（メートル）の桁橋。

## 概要
三条市西部に南北方向に架かる国道8号の4径間および3径間連続箱桁橋。
当橋梁の下流側には新潟県道1号新潟小須戸三条線の瑞雲橋が、上流側には上越新幹線の第一信濃川橋梁が架橋されている。

### 諸元
- 形式 - 鋼4径間および3径間連続箱桁橋
- 活荷重 - B活荷重
- 橋長 - 463.000 m
  - 支間割 - (58.200 m+68.000 m+68.000 m+58.200 m) + (66.300 m+75.000 m+66.150 m)
  - 桁長 - 253.650 m+208.650 m[3]
- 幅員 - 26.300 m（2×12.595 m）
  - 有効幅員 - 2×11.750 m
  - 車道 - 2×8.750 m
  - 歩道 - 両側3.000 m
- 総鋼重 - 2,348 t（2代1期）2,423 t（2代2期）
- 床版 - 鉄筋コンクリート
- 施工 - 川田工業・横河ブリッジ（2代1期）・川田工業・宮地鐵工所[注釈 1]（2代2期）
- 架設工法 - 手延べなし送出し工法（2代1期）トラッククレーンベント工法・手延べなし送出し工法（2代2期）

## 歴史
かつての国道8号は三条市内では信濃川の堤防上を通り、瑞雲橋で信濃川を渡って現道に接続していたが、線形不良・狭小であることから一次改築として信濃川左岸が完成した。引き続いて二次改築として下須頃 - 西本成寺の延長3.2 kmの信濃川渡河区間が三条バイパスとして事業化され、三条大橋は1964年（昭和39年）に竣工した。
初代の橋は1964年（昭和39年）に竣工したが、2車線であったため交通量の増大とともに渋滞が激しくなり、また、左岸側の高水敷を盛土により通過することによる橋長不足・桁下高不足による河積阻害など治水上の問題も生じるようになった。こうした経緯から架け替え・拡幅工事が行われ、2003年（平成15年）12月4日に完成4車線で供用された。架け替えに伴い、約330 mほどだった橋長は約460 mになり、河積も約1.3倍となった。

### 年表
- 1964年（昭和39年） - 初代・三条大橋竣工[4][6]。
- 1965年（昭和40年） - 初代・三条大橋を含む三条バイパス開通[4]。
- 1974年度（昭和49年度） - 三条拡幅事業化[9][10]。
- 1975年度（昭和50年度） - 1985年度（昭和60年度） - 三条大橋床版打替[11]。
- 1988年（昭和63年）11月20日 - 信濃川左岸の下須頃地区延長約0.8 kmを暫定4車線供用[9][10]。
- 1995年（平成7年） - 三条大橋の架替え工事着工。また、信濃川右岸の直江地区延長約1.8 kmを完成4車線供用[10]。
- 1996年（平成8年） - 上須頃地区延長約0.9 kmを暫定4車線供用[10]。
- 1997年（平成9年） - 三条大橋特定構造物改築事業に着手[6]。
- 1999年度（平成11年度） - 2車線を供用開始[12]。
- 2000年度（平成12年度） - 三条大橋2期線着工[13]。
- 2003年（平成15年）12月4日 - 三条大橋を含む延長1.05 kmを完成4車線供用[10][12]。三条大橋特定構造物改築事業完成[6]。

### 旧橋の諸元
- 形式 - 鋼単純合成鈑桁橋4連および3径間連続鈑桁橋および鋼単純合成鈑桁橋
- 橋長 - 330.000 m
  - 支間割 - 4×36.5 m + 45.0 m + 60.0 m + 45.0 m + 30.05 m
- 幅員 
  - 車道 - 9.5 m
  - 歩道 - なし
- 橋台 - 逆T式橋台
- 橋脚 - ラーメン式橋脚
- 床版 - 鉄筋コンクリート
- 施工 - 熊谷組（下部工）横河橋梁製作所[注釈 2]・宮地鐵工所[注釈 3][14]

## ギャラリー

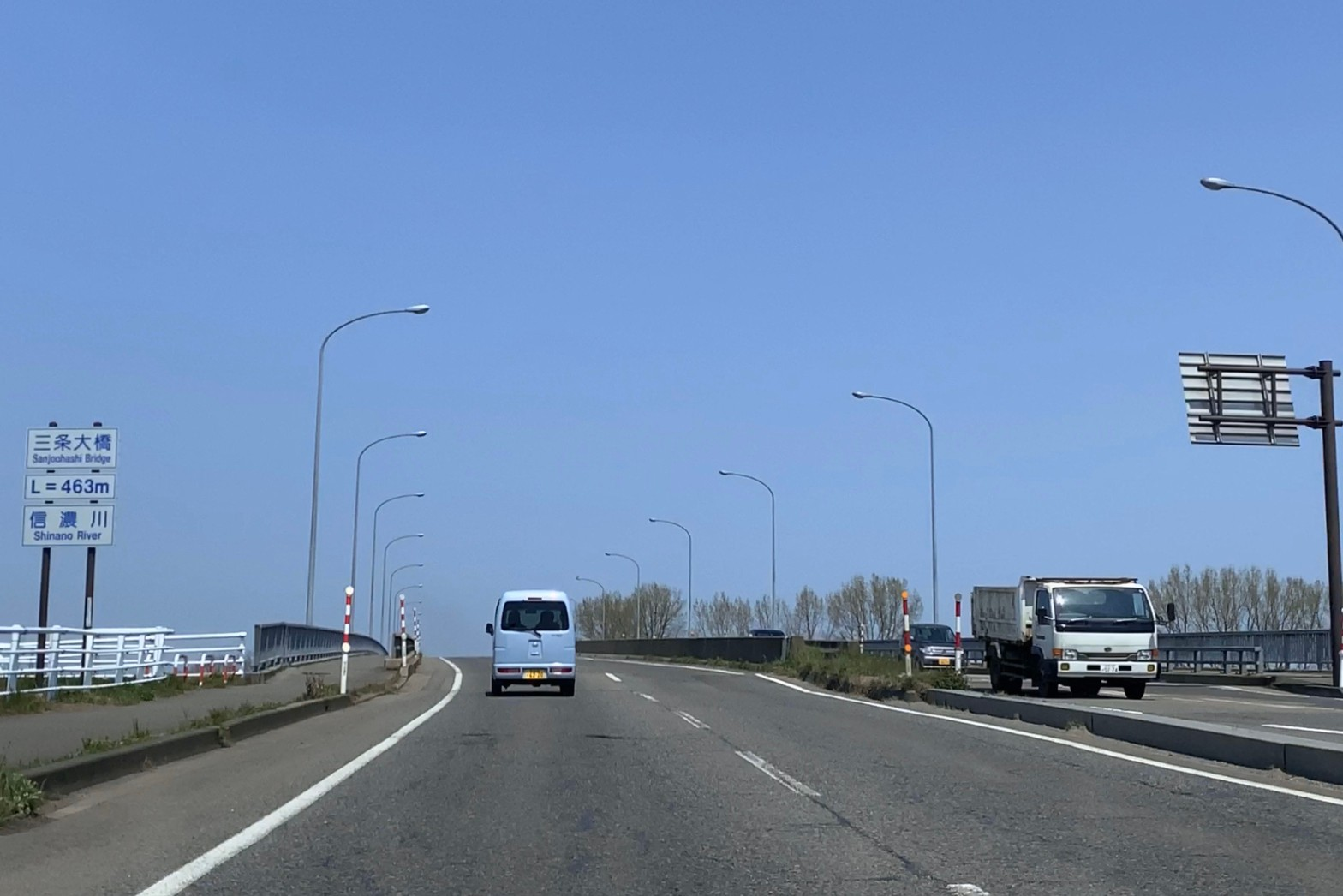
右岸側から（2020年4月）
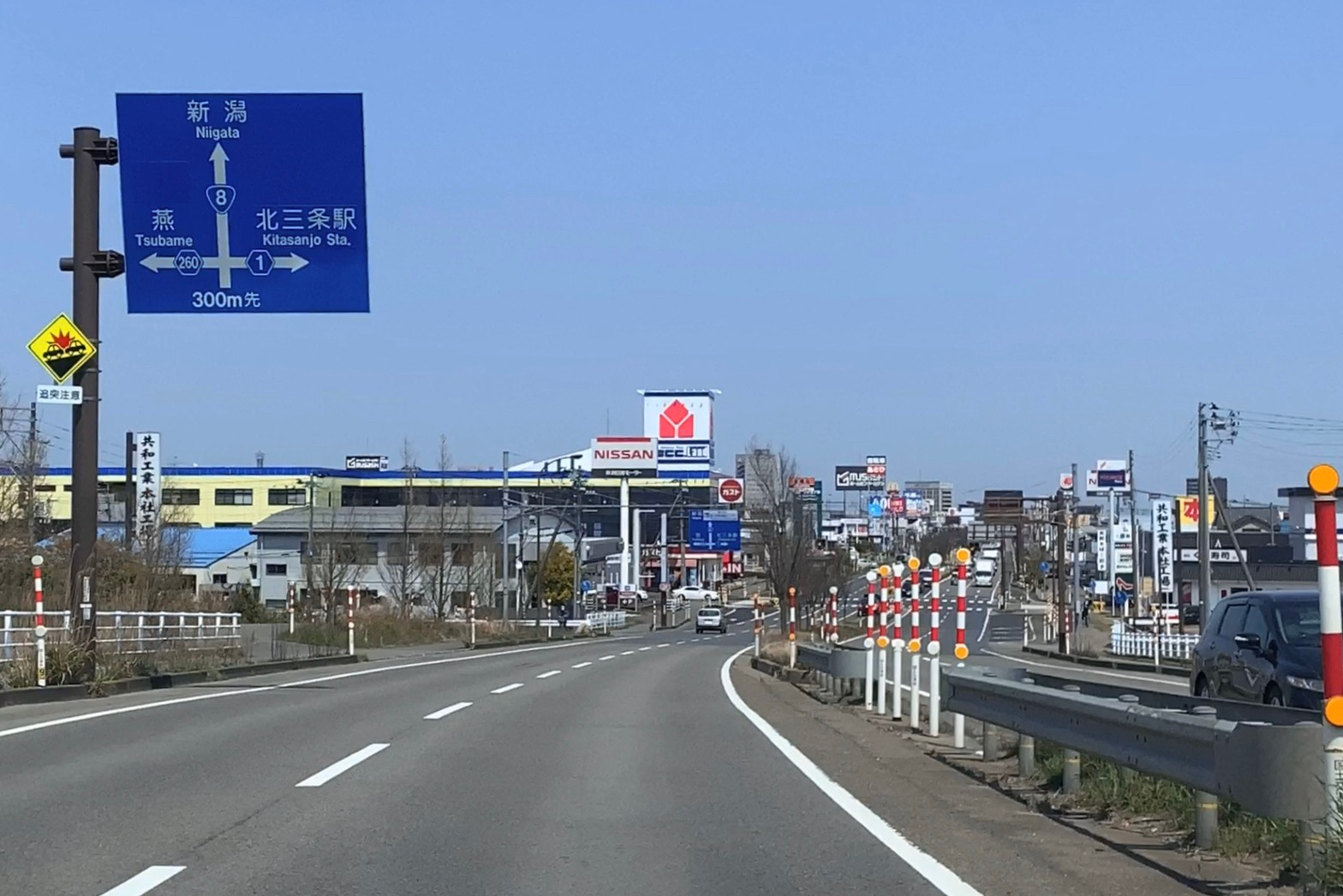
三条大橋北側、上須頃のロードサイド店舗群（2020年4月）